# نيكولاس بترو
نيكولاس بترو (بالإنجليزية: Nicolas Petrou)‏ مصمم أزياء أمريكي من أصل قبرصي، مقره مدينة نيو يورك في الولايات الأمريكية .

## السنوات الأولى
ولد نيكولا بيترو في نيقوسيا لسبيريدون بيترو وإليفثيريا إفثيميو . بعد تخرجه من المدرسة الثانوية، انتقل إلى لندن حيث أكمل دراسات تأسيسية في الفن والتصميم في كلية هارو . وبعد ذلك تابع دروساً في كلية ريجنت الاميركية قبل الالتحاق في برنامج الدراسات العليا في تصميم الأزياء في جامعة القديس مارتن المركزية في لندن . تخرج من سانت مارتينز مع درجة الماجستير في الآداب في عام 1992.

## السيرة الذاتية
انتقل و إلى نيويورك في عام 1993 حيث بدأ تصميم الأزياء لعدة شرك . في عام 1995، أشادت صحيفة «نيويورك تايمز» بمجموعة نيكولاس بيترو وشريكه مايكل لوند ووصفتهم بالمواهب الجديدة المميزة. وقد ظهرت تصميمه في مجلات الأزياء المرموقة مثل مجلة WWD وVogue.

### مجموعاته الخاصة
أطلق بيترو أول مجموعة أزياء خاصة به في عام 2006 ، وكانت مجموعة أزياء نسائية تحمل اسم عائلته " Petrou " ، وكانت تباع في بوتيك إفتتحه على جادة ماديسون في نيو يورك.
في عام 2009 ، أطلق بيترو مجموعة الملابس الرجالية الراقية PETROU\MAN التي تباع في الولايات المتحدة و هونغ كونغ.
وفي شهر آذار 2013 ، أطلق audience by PETROU\MAN وهي مجموعة رجالية أخرى مستوحاة من الرسم التجريدي.
وهو أيضا أحد مؤسسي والمدير الإبداعي لسوق مدينة نيويورك أو The Market NYC.
1. ↑  "Review/Fashion; Fur Tradition Versus Fur Fun". The New York Times. 1995. مؤرشف من الأصل في 2016-03-06. اطلع عليه بتاريخ 2014-04-10. {{استشهاد ويب}}: استعمال الخط المائل أو الغليظ غير مسموح: |ناشر= (مساعدة)
2. ↑  "PETROUMAN". notjustalabel.com. 2011. مؤرشف من الأصل في 2014-04-13. اطلع عليه بتاريخ 2014-04-10.
3. ↑  "Petrou Opens on Madison Avenue=NY Mag". 2012. مؤرشف من الأصل في 2018-11-15. اطلع عليه بتاريخ 2014-04-10.
4. ↑  "Where Nicolas Petrou Find Vintage Comme Des Garçons". Racked.com. 2009. {{استشهاد ويب}}: الوسيط |مسار= غير موجود أو فارع (مساعدة)
5. ↑  "The Collections, The Top 10 Items from Fall/Winter 2014 Men's Trade Shows=T Magazine". 2014. {{استشهاد ويب}}: الوسيط |مسار= غير موجود أو فارع (مساعدة)
6. ↑  "Q&A WITH ALEX PABON, FOUNDER OF THE MARKET NYC". New York Vintage. 2013. {{استشهاد ويب}}: الوسيط |مسار= غير موجود أو فارع (مساعدة)
7. ↑  .

مصمم للمشاهير
لقد صمم بيترو للعديد من نجوم هوليوود ومن بينهن لدي جاجا وبيونسه.<ref>"Lady Gaga and Beyoncé Wear Giant Ruffles on the 'Telephone' Set". New York Magazine. 2010. {{استشهاد ويب}}: استعمال الخط المائل أو الغليظ غير مسموح: |ناشر= (مساعدة) والوسيط |مسار= غير موجود أو فارع (مساعدة)